# 大原氏
大原氏（おおはらし）は、敏達天皇後裔である古代氏族と、他に宇多源氏佐々木氏の支流の大原氏、さらに原氏の支流の大原氏などがある。

## 古代大原氏
敏達天皇の後裔河内王の子らが天平11年(739年)に大原真人の姓を下賜されたことに始まる。新撰姓氏録には、「出自諡敏達孫百済王也」とある。これは大原氏が敏達天皇の皇孫百済王の子孫という意味で、朝鮮半島の百済の王族ということではない。

## 佐々木氏流大原氏
大原氏（おおはらし）は、日本の武家。宇多源氏の一派近江源氏佐々木氏流。佐々木信綱の庶長子大原重綱を祖とする。近江国坂田郡大原庄より発祥。
鎌倉時代には佐々木宗家を継承した弟の佐々木（六角）泰綱と領地争いをした記録が残る。佐々木氏の長男系という血筋の良さから格式は高く、室町時代には足利将軍の奉公衆になっている。
戦国時代の大原政重を最後に血統が絶え、同じ佐々木一族の近江守護六角氏から迎えた養子高保が将軍足利義晴・義輝父子に仕えた。さらに六角氏から養子に入った賢永（高賢）が慶長6年（1601年）に死ぬと大原氏は絶家した。
なお、僧侶になっていた大原持綱の子が足利義政の寵愛を受けて、幕命によって「細川」の名字を与えられて細川政誠と名乗っている（形の上では淡路守護家の養子とされた）。近年、政誠の孫である細川晴広が細川藤孝（幽斎）の養父であったとする有力説が出ている。

### 系譜
```
　　　　　　　　　　　　　　
宇多天皇

　　　　　　　　　　　　　　　 ┃
　　　　　　　　　　　　　　
敦実親王

　　　　　　　　　　　　　　　 ┃
　　　　　　　　　　　　　　 
源雅信

　　　　　　　　　　　　　　　 ┃
　　　　　　　　　　　　　　 
源扶義

　　　　　　　　　　　　　　　 ┃
　　　　　　　　　　　　　　 
源成頼

　　　　　　　　　　　　　　　 ┃
　　　　　　　　　　　　　　 
源義経

　　　　　　　　　　　　　　　 ┃
　　　　　　　　　　　　　 
佐々木経方

　　　　　　　　　　　　　　　 ┃
　　　　　　　　　　　　　　　
爲俊

　　　　　　　　　　　　　　　 ┃
　　　　　　　　　　　　　　　
秀義

　　　　　　　　　　　　　　　 ┃
　　　　　　　　　　　　　　　
定綱

　　　　　　　　　　　　　　　 ┃　　　　　
　　　　　　　　　　　　　　　
信綱

　　　　　 ┏━━━━┳━━━━╋━━━━┓
　　　　
大原重綱
　
高島
高信
　
六角
泰綱
　
京極
氏信

　　　　　 ┣━━━━┳━━━━┳━━━━┳━━━━┳━━━━┳━━━━┓
　　　　　
頼重
　　　
時綱
　　　
秀綱
　　　
政綱
　　　
氏綱
　　　
綱弁
　　
福永高基

　　　　　 ┏━━━━╋━━━━┳━━━━┓
　　　　　
貞頼
　　　
時秀
　　　
時重
　　　
重信

　　　　　　　　　　　　　　　 ┃
　　　　　　　　　　　　　　　
時親

　　　　　　　　　　　　　　　 ┣━━━━┓
　　　　　　　　　　　　　　　
義信
　　　
信親

　　　　　　　　　　　　　　　 ┣━━━━┳━━━━┓
　　　　　　　　　　　　　　　
満信
　　　
高信
　　　
秀信

　　　　　　　　　　　　　　　 ┃
　　　　　　　　　　　　　　　
持信

　　　　　　　　　　　　　　　 ┣━━━━┳━━━━┳━━━━┓
　　　　　　　　　　　　　　　
持綱
　　　
信成
　　　
国久
　　　
信高

　　　　　　　　　　　　　　　 ┣━━━━━━━━━━━━━━┓
　　　　　　　　　　　　　　　
成信
　　　　　　　　　　　　
細川政誠

　　　　　　　　　　　　　　　 ┃　　　　　　　　　　　　　　┃
　　　　　　　　　　　　　　　
政重
　　　　　　　　　　　　
細川高久

　　　　　　　　　　　　　　　 │　　　　　　　　　　　　　　┃
　　　　　　　　　　　　　　　
高保
（実
六角高頼
子）　　　　
細川晴広

　　　　　　　　　　　　　　　 │
　　　　　　　　　　　　　　　
賢永
（実
六角義定
子）
```

## 原氏流大原氏
大原氏（おおはらし）は、日本の氏族であり、武家。下総原氏の原清常の三男、大原常光がはじまりであるといわれている。大原氏はその後戦国時代まで生き残ったが、小田原征伐の際に後北条氏の北条氏政についたために滅亡したといわれている。